# Белых, Анастасия Олеговна
Анастасия Олеговна Белых (род. 25 июля 1992) — российская самбистка, призёр чемпионатов России, обладательница Кубка мира, мастер спорта России.

## Спортивные результаты
- Первенство России по самбо среди юниоров 2012 года — [1];
- Чемпионат России по самбо среди женщин 2014 года — ;
- Чемпионат России по самбо 2015 года — ;
- Чемпионат России по самбо 2016 года — ;
- Чемпионат России по самбо 2018 года — ;
- Чемпионат России по самбо 2019 года — ;